# واين همينغواي
واين همينغواي (بالإنجليزية: Wayne Hemingway)‏ هو مصمم أزياء بريطاني، ولد في 19 يناير 1961 في Morecambe ‏ في المملكة المتحدة.

## وصلات خارجية
- واين همينغواي على موقع IMDb (الإنجليزية)